# Diego López Rodríguez
Diego López Rodríguez (Paradela, 1981. november 3. –) spanyol labdarúgókapus, a Rayo Vallecano játékosa.

## Pályafutása
1994 és 1999 között a CD Lugo ifijátékosa volt.
2000 júliusában a Real Madrid C játékosa lett.
Egy évet kölcsönben töltött az Alcorcónnál.
2003-ban felkerült a  Real Madrid Castilla keretébe.
2005 és 2007 között a Real Madrid kerettagja volt, két mérkőzésen szerepelt az élvonalban.
2007-ben 7 millió euróért lett a Villarreal játékosa, ahol a csapat 2012-es élvonalból való kieséséig játszott, minden idényben a csapat első számú hálóőre volt.
2012 nyarán 3.5 millió eurót fizetett érte a Sevilla, így a kapus maradt az élvonalban.
2013. január 25-én a szerződtette Real Madrid, a sérült Iker Casillas pótlására. Szerződése 2017. június 30-ig szól. Meglepetésre Casillas visszatérése után is megőrizte helyét a kezdőcsapatban.
2014 nyarán a Real Madrid élő szerződése ellenére elengedte, és ingyen csatlakozott az olasz AC Milan csapatához.